# Airdrieonians Football Club (1878)
El Airdrieonians Football Club fue un club de fútbol de Escocia, con sede en Airdrie, en el área de Monklands en Lanarkshire. El club desapareció al final de la temporada 2001-02 de la Liga Escocesa de Fútbol a pesar de que el equipo terminó como subcampeón en la Segunda División de Escocia detrás del Partick Thistle FC y, por lo tanto, se perdió por poco el ascenso a la Liga Premier de Escocia.
Durante sus 124 años de existencia, los Diamantes, como los apodaban, ganaron tres veces la antigua División Dos, una vez la Copa de Primavera y tres veces la Copa Desafío de Escocia. El club también compitió en cuatro finales distintas de la Copa de Escocia; ganando en 1924.
Airdrieonians fue el primer club de la Liga escocesa en retirarse desde 1967 cuando Third Lanark AC quebró.

## Historia
El equipo fue fundado en Airdrie, Escocia en 1878 como Excelsior Football Club, cambiando su nombre a Airdrieonians en 1881. Fue elegido miembro de la Liga Escocesa de Fútbol en 1894.
El club disfrutó de su era más exitosa en la década de los años 1920 tras el fichaje de Hughie Gallacher procedente de Queen of the South FC en 1921. El Airdrie desafió el dominio del Rangers FC, ya que terminaron en segundo lugar en el campeonato de la Liga Escocesa cuatro años seguidos entre 1923 y 1926. Ganaron la final de la Copa de Escocia de 1924 venciendo al Hibernian FC por 2-0. Willie Russell anotó ambos goles.
Tras esta victoria, a principios del verano de 1925 el club visitó Noruega y Suecia y causó una gran impresión. Todavía se encuentran disponibles traducciones de informes de periódicos locales y algunas fotografías del recorrido. Esta exitosa era llegó a su fin después de que Gallacher en diciembre de 1925 y McPhail en 1927 fueran vendidos al Newcastle United FC y al Rangers FC respectivamente.

### Era de posguerra y más allá
Airdrie pasó gran parte de la posguerra como equipo yo-yo entre la máxima categoría y la Segunda División. El Airdrie participó en la primera competición de la Copa Texaco en 1970-71, derrotando a Nottingham Forest FC en la primera ronda. Ese empate se decidió mediante una tanda de penaltis y Airdrie se convirtió en el primer club escocés en participar en ese método para decidir un clasificado. El Airdrie alcanzó la final de la Copa Texaco en 1972, perdiendo 1-2 en el global ante el Derby County FC. También alcanzaron la final de la Copa de Escocia de 1975, perdiendo 3-1 ante el Celtic FC. Después de la reestructuración de las ligas en 1975, se instituyó una competición llamada Copa de Primavera para los equipos de las divisiones inferiores. El Airdrie ganó esta competición en 1976, pero se suspendió después de una temporada porque los clubes prefirieron jugar partidos de liga adicionales.

### Era de Alex MacDonald

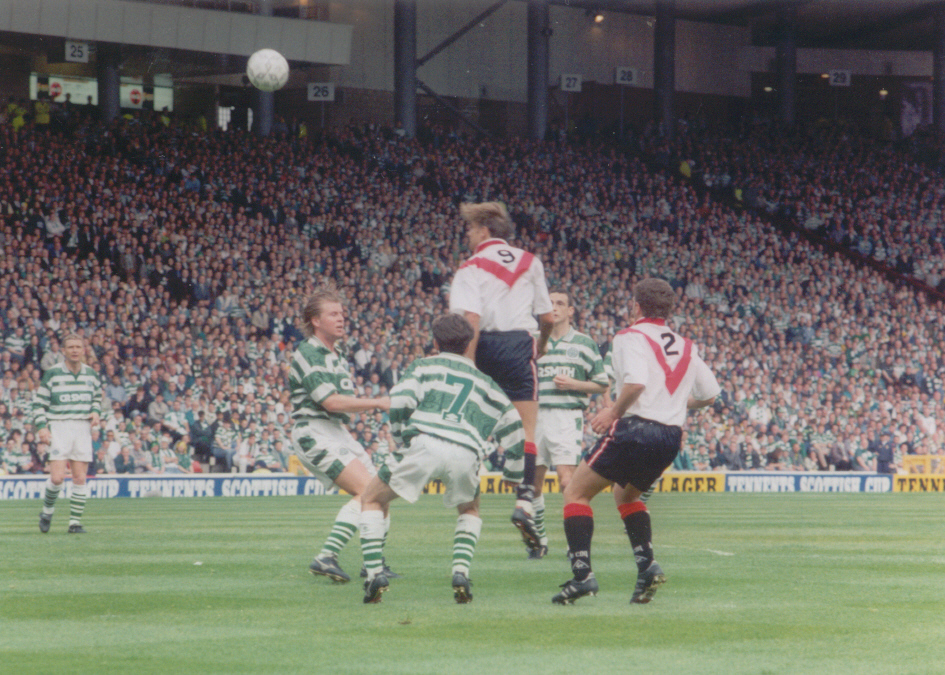
Airdrieonians en la final de la Copa de Escocia de 1995.

Durante la década de 1990 con Alex MacDonald al mando, el Airdrie se abrió camino en la Primera División en las temporadas 1991–92 y 1992–93, fueron considerados regularmente aspirantes al ascenso y reconocidos como uno de los clubes más grandes de Primera División.
MacDonald también guio a los Diamantes a dos finales de la Copa de Escocia. La primera aparición se produjo el 9 de mayo de 1992 cuando el club se enfrentó al Rangers FC frente a 44.045 espectadores en Hampden Park. Desafortunadamente para el Airdrie, los goles de Mark Hateley y Ally McCoist le dio la victoria al Rangers FC por 1-2.
Aunque Airdrie perdió esa final, ya se había clasificado para la Recopa de Europa 1992-93, ya que el Rangers FC también había ganado el campeonato de la liga escocesa en 1992. El Airdrie se enfrentó al AC Sparta Praga checo en la primera ronda. Airdrie perdió 0-1 en Broomfield y 1-2 en Praga, perdiendo 1-2 en el global. Kenny Black, quien más tarde se convirtió en entrenador del Airdrie United FC, marcó el único gol de la serie.
El Airdrie también alcanzó la final de la Copa de Escocia de 1995, donde se enfrentó a la otra mitad de la Old Firm, el Celtic FC. El Airdrie volvería a caer, esta vez por 0-1 con gol de Pierre van Hooijdonk. El Airdrie también ganó la Copa Desafío de Escocia en 1994–95 .

### Problemas del estadio

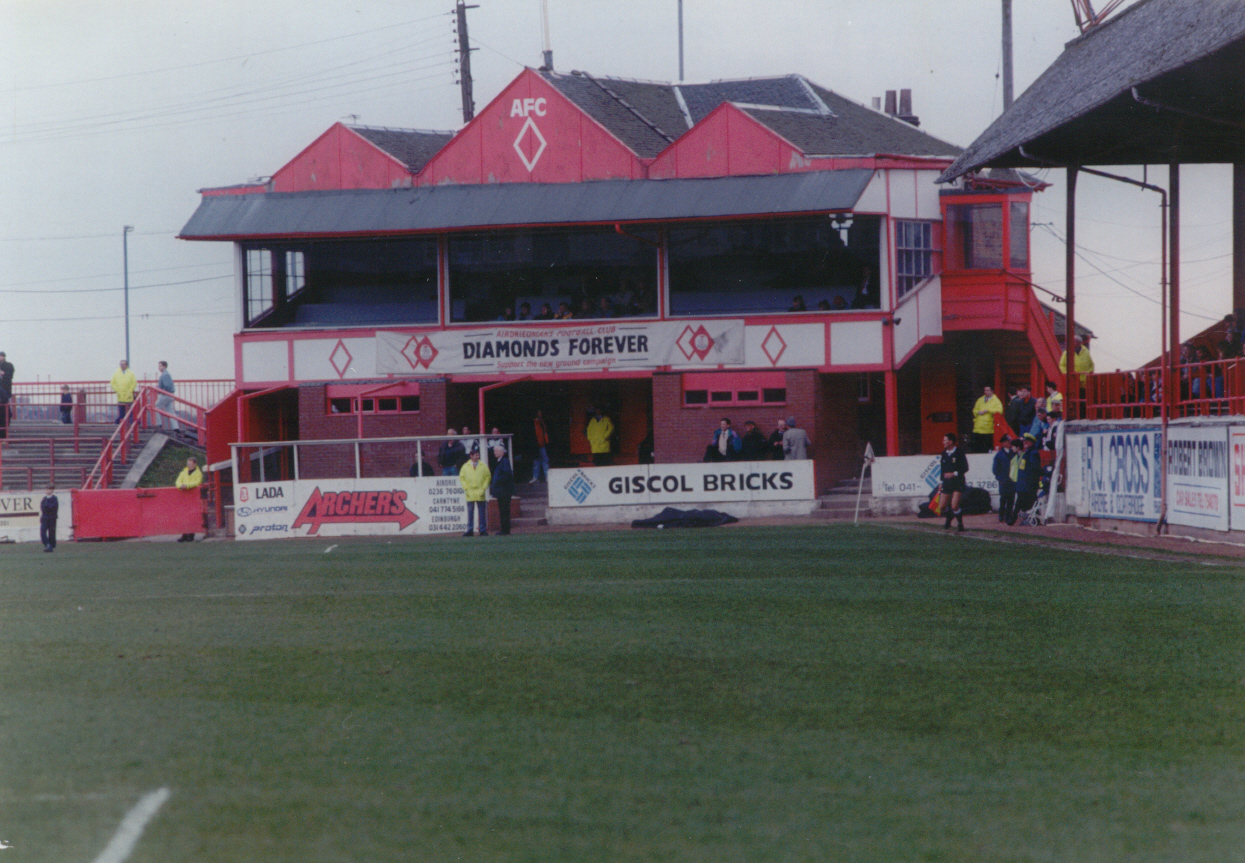
Broomfield Park.

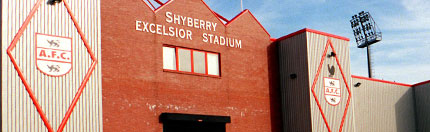
Entrada principal del Excelsior Stadium.

El Airdrie vendió su casa en Broomfield a Safeway en 1994, pero tuvo que compartir terreno con el Clyde FC en el Broadwood Stadium durante cuatro años hasta que se inauguró el Excelsior Stadium. Podría decirse que esta reubicación del estadio y las dificultades que generó fue el primer paso de Airdrie hacia el olvido. La mala gestión de toda la situación por parte de la junta directiva del club, así como el largo retraso del Consejo de North Lanarkshire en la concesión del permiso de construcción, provocaron que la situación financiera de los Airdrionianos alcanzara un nivel crítico. A esto no ayudó la baja asistencia al Estadio Excelsior tras la finalización de la mudanza, que estuvo relacionada con la calidad del fútbol mostrado debido a la falta de fondos disponibles para gastar en el equipo.
La desaparición de los Airdrionianos fue personificada por la muerte repentina e inesperada de Joey Rowan, el único director que quedaba en el club. Rowan tenía una asociación larga e íntima con el club y era yerno y asesor del benefactor de Airdrieonians, Jack Dalziel (reconocido por tener la tribuna principal con su nombre). Rowan, que ya era una figura popular entre los seguidores del club debido a su pasión, franqueza y su característica cola de caballo, se ganó aún más respeto al permanecer con los Airdrieonians e incurrir en pérdidas personales sustanciales mientras intentaba alejar al club de la liquidación a pesar de que el resto de los La junta directiva había dimitido en medio de acusaciones y acritud en un intento de evitar reproches y responsabilidades financieras. Se le considera el último gran héroe del club por su sacrificio desinteresado y su lealtad inquebrantable.

### Liquidación
En febrero de 2000, la KPMG fue nombrado liquidador provisional de los habitantes de Airdrieon. Esta medida se produjo poco después de que el presidente del Rangers FC, David Murray, solicitara una orden judicial para confiscar parte de los ingresos de Airdrie en lugar de los fondos adeudados a otra de sus empresas. KPMG y la junta directiva esperaban que se hicieran más inversiones privadas en el club. La mayor parte del personal de juego fue despedido al final de la temporada 1999-2000. Steve Archibald hizo una oferta por el club y durante la temporada 2000-01 trajo muchos jugadores extranjeros, entre ellos David Fernández, García Sanjuán, Antonio Calderón y Javier Sánchez Broto, que se hicieron populares entre la afición, y ganó la Copa Desafío de Escocia en 2000. KPMG rescindió su acuerdo de gestión con Archibald en febrero de 2001, afirmando que Archibald no se había mantenido al día con los pagos. Después de dificultades para cumplir con sus calendarios, Airdrie evitó por poco el descenso a Segunda División .
A pesar de los evidentes problemas económicos, Ian McCall logró formar un nuevo equipo en Airdrie y retuvo la Copa Desafío de Escocia. El club también tuvo un buen desempeño en la Primera División escocesa 2001-02 y persiguió el ascenso a la Premier League escocesa. Sin embargo, una racha de sólo dos victorias en los últimos 14 partidos significó que el Partick Thistle FC ganara la Primera División y el puesto de ascenso. El último partido jugado por los Airdrionianos fue fuera de casa contra el Ayr United FC en Somerset Park el 27 de abril. El árbitro abandonó el partido después de que un travesaño se rompiera durante una invasión del campo por parte de los fanáticos de Airdrie, que protestaban contra el propietario del Ayr United FC, Bill Barr. Su empresa Barr Construction había construido el Estadio Excelsior y se convirtió en uno de los principales acreedores de Airdrie.
Después de que los Airdrieonians desaparecieran el 1 de mayo de 2002, el contador local Jim Ballantyne intentó ingresar a la Liga Escocesa de Fútbol (SFL) con un equipo llamado Airdrie United FC. Sin embargo, su candidatura al estatus de liga fue rechazada a favor de la solicitud de Gretna FC, que entonces jugaba en la Northern Premier League inglesa. Ballantyne optó entonces por comprar al Clydebank FC, otro club de la SFL que experimentaba dificultades financieras extremas. Con la aprobación de la SFL, su nombre se cambió a Airdrie United, el equipo se trasladó a Airdrie y la franja se modificó al famoso estilo de diamante de los Airdrieonians. En el nuevo club se estableció un Salón de la Fama para honrar a los jugadores destacados de la entidad anterior (algunos de los cuales también jugaron para el nuevo club), y cada año se agregan más miembros.
En junio de 2013, la SFA permitió a Airdrie United cambiar su nombre a Airdrieonians.

## Palmarés
- Copa de Escocia (1): 1923-24
- Segunda División de Escocia (3): 1902-03, 1954-55, 1973-74
- Scottish Challenge Cup (3): 1994-95; 2000-01, 2001-02
- Copa de Lanarkshire (32): 1885-86, 1886-87, 1887-88, 1890-91, 1891-92, 1896-97, 1897-98, 1902-03, 1903-04, 1908-09, 1910-11, 1912-13, 1913-14, 1914-15, 1917-18, 1918-19, 1921-22, 1922-23, 1924-25, 1930-31, 1934-35, 1937-38, 1962-63, 1965-66, 1966-67, 1969-70, 1970-71, 1975-76, 1979-80, 1983-84, 1987-88, 1995-96
- Spring Cup (1): 1976

## Participación en competiciones de la UEFA
| Temporada | Torneo                | Ronda | Club          | Casa | Visita | Global |
| --------- | --------------------- | ----- | ------------- | ---- | ------ | ------ |
| 1992–93   | UEFA Cup Winners' Cup | 1     | Sparta Prague | 0–1  | 1–2    | 1–3    |